# Андреенко, Галина Васильевна
Галина Васильевна Андреенко (1915—2008) — доктор биологических наук, профессор биологического факультета МГУ.

## Биография
Родилась 19 апреля 1915 года в Уфе. В 1935 году она приехала в Москву. Окончила биологический факультет МГУ (1940).
До начала Великой Отечественной войны успешно работала в аспирантуре под руководством профессора  Б. А. Кудряшова над кандидатской диссертацией. Война прервала эту работу. С декабря 1941 года и до конца войны Андреенко работала на Уфимском витаминном заводе сначала лаборантом, затем начальником цеха, заведующим производством завода. Здесь она внедрила в производство разработанный совместно с её шефом проф. Б.А. Кудряшовым кровеостанавливающий препарат — водорастворимый витамин K.
Защитила диссертацию «Значение витамина K и дикумарина в обмене протромбина и тромботропина в организме животных» на степень кандидата биологических наук (1948).
"В послевоенные годы... снова Борис Александрович Кудряшов начинает борьбу со страшными недугами. Совместно с Г.В. Андреенко — тогда аспиранткой лаборатории, а потом профессором и заведующей лабораторией ферментативного фибринолиза — был разработан и получен... препарат фибринолизин, способный растворять тромбы. Препарат был передан на клинические испытания в клиники академика А.Л. Мясникова (исполнитель к.м.н. Е. И. Чазов, ныне академик АМН)... Биохимиком Г.В. Андреенко на базе Горьковского завода микробиологических препаратов фибринолизин был произведён уже в промышленном масштабе".  Стал широко применяться в клиниках для предотвращения тромбозов при разнообразных болезнях.
Защитила диссертацию «Значение фибринолиза в защитных реакциях противосвёртывающей системы» на степень доктора биологических наук (1964). Докторскую степень получила за участие в разработке и внедрение в клиническую практику фибринолизина.
Звание профессора (1972).
В 1972 году Г. В. Андреенко создала дочернюю по отношению к лаборатории физиологии и биохимии свёртывания крови проф. Б.А. Кудряшова свою лабораторию ферментативного фибринолиза для поиска средств, способных защитить организм от тромбообразования, изучения роли фибринолиза в патогенезе сердечно-сосудистых и др. заболеваний, болезней почек.
Профессор (1972—2008), заведующий лабораторией ферментативного фибринолиза (1972—2008) кафедры физиологии человека и животных биолого-почвенного/биологического факультета.
Награждена орденом «Знак Почёта» (1944), медалями «За доблестный труд в Великой Отечественной войне 1941—1945 гг.» (1946), «За трудовое отличие» (1967).
Лауреат Государственной премии РСФСР (1991), премии имени М. В. Ломоносова (1972).
Заслуженный деятель науки РСФСР (1985). Отличник высшей школы (1960).
Область научных интересов: изучение витаминов, системы гемостаза. В годы Великой Отечественной войны работала на Уфимском витаминном заводе в должности лаборанта, затем начальника цеха и заведующего производством.
Государственную премию получила за развитие научных основ патогенеза внутрисосудистого свёртывания крови, методов его диагностики, профилактики, лечения и их внедрения в клиническую практику.
Ломоносовскую премию получила совместно с Б. А. Кудряшовым за цикл работ по получению и изучению тромболитических агентов.
Автор более 500 работ, 3 монографий, 10 авторских свидетельств, диплома на открытие. Основные труды: «Фибринолиз. Химия и физиология процесса. Клиническое применение фибринолизина» (1967), «Фибринолиз. Биохимия, физиология, патология» (1979), «Методы исследования фибринолитической системы крови» (соавт., 1981). Соавтор открытия «Противосвёртывающая система организма» (1964).
Умерла 2 мая 2008 года в Москве. Похоронена на Ваганьковском кладбище.